# Torre Meret Oppenheim
La Torre Meret Oppenheim (en alemán: Meret Oppenheim Hochhaus) es un edificio de gran altura situado en Basilea, Suiza. Construida entre 2016 y 2019, la torre tiene 85 metros de altura, con 25 pisos, y es, a fecha de 2025, el 27.º edificio más alto de Suiza. El edificio debe su nombre a la artista germano-suiza Meret Oppenheim, en cuyo honor también se bautizó la calle en la que se encuentra el rascacielos.
El edificio contiene oficinas, viviendas y un restaurante. El edificio alberga una base editorial de la Radio y Televisión Suiza. Los arquitectos del rascacielos Meret Oppenheim son el estudio Herzog & de Meuron de Basilea. La plaza comprendida entre la torre y la entrada sur de la estación de Basilea SBB a través de la pasarela también se llama Meret-Oppenheim-Platz.
Tras finalizar las excavaciones a principios de 2016, la primera piedra se colocó el 24 de junio de 2016. La ceremonia de coronación tuvo lugar el 19 de abril de 2018. Las obras finalizaron a finales de 2018, la explanada fue terminada por completo a principios de 2019 y el edificio en sí está listo para ser ocupado desde enero de 2019.
En caso de temperaturas bajo cero y nevadas, los paneles de la fachada se cierran automáticamente por razones de seguridad para que los trozos de hielo adheridos no puedan caer y herir a las personas.

## Recepción
Desde que se recubrió la fachada del rascacielos Meret Oppenheimer, la oposición al edificio creció en la ciudad. Se la ha criticado por ser "gris", "basta" y una "megaestructura monolítica abrumadora". En el Neue Zürcher Zeitung, la fachada gris del edificio fue descrita como similar a la piel de un elefante y se incluyó en una discusión sobre el "elefante en el espacio urbano". La Asociación de Arquitectura de Basilea señaló que las críticas llegaron en un momento inoportuno, y no antes de que comenzara la construcción, cuando hubieran cabido recursos al proyecto, y éste superó todos los obstáculos administrativos y legales sin que se celebraran referendos ni objeciones contra su construcción. El argumento de que el edificio parece un "ala de alta seguridad" se explica por el hecho de que todos los paneles móviles de la fachada estaban cerrados antes del momento de su ocupación. Una vez que el edificio estuvo habitado, estos se abrieron. A pesar de las críticas en sentido contrario, la asociación criticó la "noble moderación" de los arquitectos.

## Galería

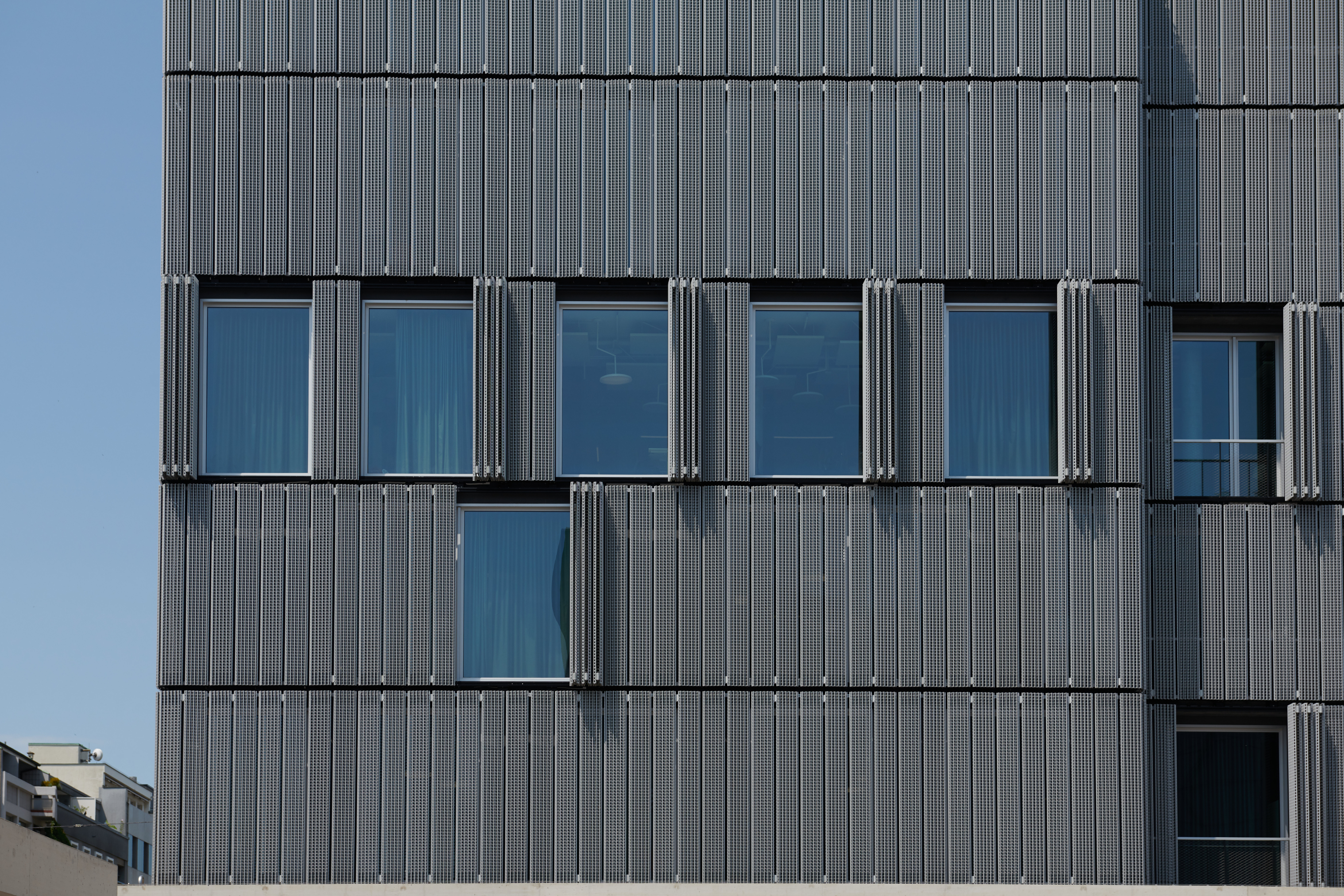
Detalle de la fachada.